# Nesselgrund (Naturschutzgebiet)
Das Naturschutzgebiet Nesselgrund liegt im unterfränkischen Landkreis Rhön-Grabfeld.
Das Gebiet erstreckt sich südlich der Einöde Sambachshof, einem Ortsteil der Stadt Bad Königshofen im Grabfeld, und nordwestlich des Hauptortes der Gemeinde Bundorf im Landkreis Haßberge. Durch das Gebiet hindurch fließt der Sambachgraben, südlich anschließend erstreckt sich das 51,5 ha große Naturschutzgebiet Naturwaldreservat Nesselsee, östlich verläuft die St 2275. Unweit südöstlich erhebt sich die 454 Meter hohe Hohe Wart.

## Bedeutung
Das 9,88 ha große Gebiet mit der Nr. NSG-00248.01 wurde im Jahr 1985 unter Naturschutz gestellt.